# Troïtsko-Petchorsk
Troïtsko-Petchorsk (en russe : Тро́ицко-Печо́рск) est une commune urbaine de la république des Komis, en Russie, et le centre administratif du raïon de Troïtsko-Petchorsk. Sa population s'élevait à 6 874 habitants en 2013.

## Géographie
Troïtsko-Petchorsk se trouve sur la rive gauche du fleuve Petchora, à 302 km au nord-est de Syktyvkar, la capitale de la république, à 524 km au nord de Perm et à 1 303 km au nord-est de Moscou.

## Histoire
La naissance de Troïtsko remonte à l'année 1674. Il se compose alors de cinq cabanes bâties près du point de confluence du fleuve Petchora avec la Severnaïa Mylva. Le village est électrifié en 1946. En 1974, Troïtsko-Petchorsk annexe le village d'Abar, qui comptait 507 habitants en 1970. Le 24 juillet 1975, Troïtsko-Petchorsk accède au statut de commune urbaine.

## Population
Recensements (*) ou estimations de la population
| 1959* | 1970* | 1979* | 1989*  |
| ----- | ----- | ----- | ------ |
| 3 607 | 4 538 | 9 240 | 10 704 |

| 2002* | 2010* | 2012  | 2013  |
| ----- | ----- | ----- | ----- |
| 8 851 | 7 276 | 7 086 | 6 874 |